# Кірк Гейґарт
Кірк Гейґарт (англ. Kirk Haygarth; нар. 20 січня 1971) — колишній південноафриканський тенісист.
Найвищу одиночну позицію світового рейтингу — 944 місце досяг 30 листопада 1992, парну — 131 місце — 25 липня 1994 року.

## Титули на челленджерах

### Парний розряд: (3)
| Ранг | Рік  | Турнір                 | Покриття | Партнер       | Суперники                        | Рахунок       |
| ---- | ---- | ---------------------- | -------- | ------------- | -------------------------------- | ------------- |
| 1.   | 1993 | Льєж, Бельгія          | Ґрунт    | Брендан Каррі | Ян Апелль Пол Кілдеррі           | 6–3, 4–6, 6–4 |
| 2.   | 1994 | Целле, Німеччина       | Килим    | Білл Беренс   | Александр Мронц Арне Томс        | 6–4, 4–6, 6–3 |
| 3.   | 1994 | Оберштауфен, Німеччина | Ґрунт    | Джошуа Ігл    | Алекс Лопес Морон Массімо Валері | 6–3, 6–2      |